# 24168 Хекслайн
24168 Хекслайн (24168 Hexlein) — астероїд головного поясу, відкритий 29 листопада 1999 року.
Тіссеранів параметр щодо Юпітера — 3,458.